# The Fresh Market
The Fresh Market es una cadena estadounidense de supermercados con sede en Greensboro, Carolina del Norte. Opera en 22 estados de Estados Unidos a través de 160 tiendas.

## Historia
The Fresh Market fue fundado por Ray y Beverly Berry el 5 de marzo de 1982 en Greensboro, Carolina del Norte. La idea de los Berry era desarrollar una mejor tienda de abarrotes que recuperara la sensación de mercados abiertos al estilo europeo. Su primera tienda en el oeste abrió en octubre de 2012 en Roseville, California. Sin embargo, en marzo de 2014, la compañía anunció que cerraría sus tres tiendas en el área de Sacramento, incluida su tienda en Roseville.
En 2012, Fresh Market adquirió y remodeló cuatro ubicaciones de Rice Epicurean Markets, una tienda de comestibles familiar de Houston. Estas ubicaciones se cerraron posteriormente en mayo de 2016 cuando Fresh Market cerró sus 13 ubicaciones en Texas, Iowa, Misuri y Kansas.
Después de aumentar el precio de su oferta pública inicial de $18–20 a $ 22, Fresh Market recaudó $290 millones y el 5 de noviembre de 2010 comenzó a cotizar en Nasdaq con el símbolo TFM.
Apollo Global Management, LLC (APO), un administrador global de inversiones alternativas, adquirió las acciones de The Fresh Market, Inc. (TFM)  a partir del 27 de abril de 2016. Como resultado, The Fresh Market se convirtió en una empresa privada y las acciones ordinarias de The Fresh Market dejaron de cotizar en el NASDAQ.
En marzo de 2022, Fresh Market presentó un prospecto actualizado para su oferta pública inicial, lo que indica la intención de las empresas de volver a ser una empresa pública. En mayo de 2022 se anunció que el conglomerado chileno Cencosud adquirió el 67% de la compañía. La venta se completó el 5 de julio de 2022 y marca el ingreso de Cencosud en Estados Unidos, siendo su primera inversión de este tipo fuera de Sudamérica.

## Disputas de marcas registradas
Fresh Market ha estado en numerosas disputas de marcas registradas relacionadas con su nombre común. En 2005, la empresa perdió una disputa de marca comercial con "Marsh Supermarkets" en relación con la marca comercial 'Fresh Market'. El tribunal federal de los EE. UU. en South Bend, Indiana, declaró que "la marca comercial Fresh Market es descriptiva y, por lo tanto, débil y no tiene derecho a una protección amplia". Fresh Market también estuvo en disputas de marcas registradas con "Fresh Market at Roth's" y en 2010 con una empresa con sede en Utah llamada "A Fresh Market". En este último caso, se argumentó que el término "mercado fresco" era demasiado genérico para ser una marca registrada.
En 2017, el nombre de la empresa "The Fresh Market" fue registrado como marca registrada por la Oficina de Patentes y Marcas de EE. UU.